# Ziua Internațională pentru Diversitate Biologică

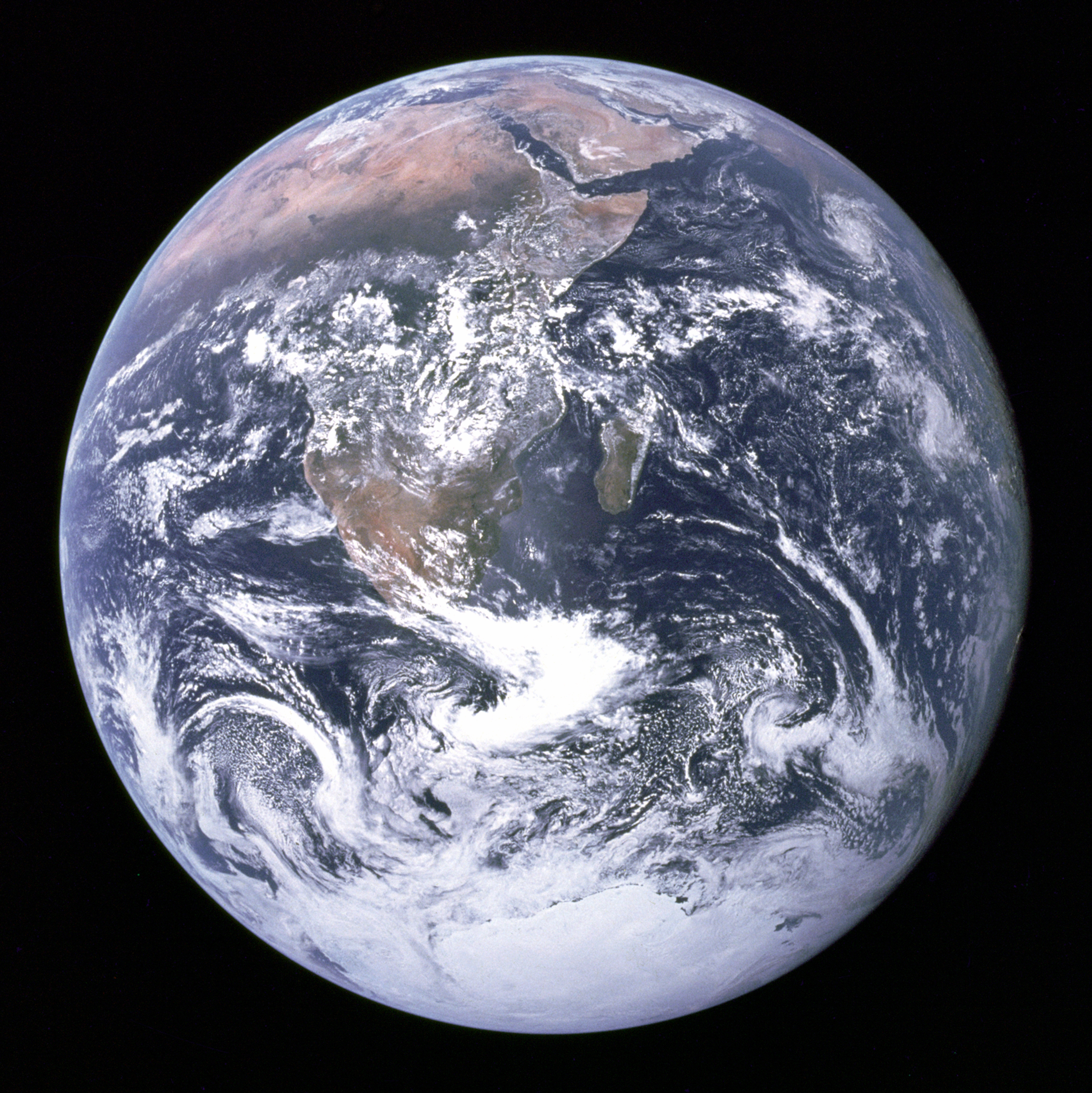
Pământul văzut de pe Apollo 17

Ziua Internațională pentru Diversitate Biologică (sau Ziua Mondială a Biodiversității) este organizată anual pe 22 mai pentru a promova problema biodiversității.
De la crearea sa de către al doilea comitet al Adunării Generale a ONU în 1993 până în 2000, a avut loc pe 29 decembrie pentru a celebra ziua în care Convenția privind diversitatea biologică a intrat în vigoare. La 20 decembrie 2000, data a fost mutată pentru a comemora adoptarea Convenției pe 22 mai 1992, la Summit-ul Pământului de la Rio și parțial pentru a evita multe alte sărbători care au loc la sfârșitul lunii decembrie.